# Иван Иванов (партизанин)
Вижте пояснителната страница за други личности с името Иван Иванов.
Иван Маринов Иванов (Бай Стойчо) е участник в комунистическото движение в България през Втората световна война, партизанин. Военен лекар, съветски и български офицер, генерал-майор.

## Биография
Иван Маринов е роден на 19 май 1893 г. в село Садина, Търговищко в семейството на учител. Член на БРСДП (т.с.) от 1913 г. Завършва разградската гимназия през 1912 г. От декември 1912 до ноември 1913 г. е войник в жп дружина и в аеропланно отделение в Свиленград, с която участва в Балканската война. След това до септември 1914 г. престоява в родното си село. От септември 1914 до септември 1915 г. е учител в село Кръшно. Там през 1914 г. става член на БРСДП. През септември 1915 г. отново е мобилизиран в жп дружина. Завършва Школа за запасни офицери с чин „офицерски кандидат“, след което е последователно взводен и ротен командир в 19-а допълнителна дружина, с която участва в Първата световна война. От септември 1919 г. е учител в село Опака, Търговищко. Участва в дейността на градската организация на БРСДП в Попово. През 1919 г. основава местна организация на партията в родното си село. До юли 1920 г. е учител в Опака. След това заминава за Грац, където учи медицина. Участва в Септемврийското въстание (1923) в родния си край като командир на Садинския въстанически отряд. След поражението емигрира в Румъния, откъдето е екстрадиран в Унгария, а от там в Югославия и Австрия (1923 – 1925). От 1925 г. е секретар на партийната организация на българските студенти. Осъден е задочно на 10 години затвор и заминава за СССР.

### Живот в СССР
Установява се в СССР (1925 – 1941). От октомври 1925 г. е член на ВКП (б). Завършва медицина във втори Московски държавен университет през март 1926 г. От 1926 до 1927 г. е асистент в Института по трудова хигиена и професионални болести. След това до 1928 г. е научен сътрудник към физиологичната лаборатория на същия институт. В института е член на партийното бюро и секретар на партийната ядка. Член на проверовъчната комисия в Москва по чистката на ВКП (б). Там по-късно става заместник-началник на института. Работи като военен лекар в Червената армия от октомври 1929 г. Преподавател във Военномедицинската и Военнохимическата академии. През 1931 г. е началник на летателен сектор и помощник-началник на Военносанитарния институт. По това време завършва вечерна школа за летци „Динамо“. Специализира във Военномедицинската академия в Ленинград. В периода 1933 – 1937 г. оглавява токсикологична лаборатория в Москва. Излиза в запаса от 1 юни 1936 г. От юни 1937 до 10 февруари 1938 г. е лекар в санитарната служба на Областното управление в Москва. От 10 февруари 1938 до 5 юли 1941 г. е асистент при катедрата по обща химия във втори московски медицински институт. През 1938 г. учи във вечерна Военнохимическа академия, а през 1940 г. вечерен комунистически университет за научни работници при Московския комитет на ВКП (б). По време на Втората световна война е назначен в състава на мотострелкова бригада с особено назначение на НКВД.

### Завръщане в България
През 1941 г. се завръща нелегално в България с първата група подводничари начело с Цвятко Радойнов. Участва в комунистическото движение по време на Втората световна война. Член на окръжното ръководство на БРП (к) в Шумен от август 1942. Партизанин в Партизански отряд „Август Попов“ от 1942 г. Началник-щаб на Девета Шуменска въстаническа оперативна зона на т. нар. Народоосвободителна въстаническа армия. Същевременно е и лекар на зоната.
От 9 септември до декември 1944 г. е организира околийски комитет на БКП и е инструктор по стопански и военни въпроси на Областния комитет на БКП във Варна. На 25 декември 1944 г. се завръща в Москва, за да докладва за резултата от изпращането на групата на подводничарите и парашутистите. От декември 1944 до май 1945 е сътрудник на Министерството на вътрешните работи на СССР. На 6 май 1945 г. се завръща и от август същата година е назначен за началник на медицинската служба на четвърта армия. Остава на този пост до февруари 1946 г. Между февруари 1946 и 1948 г. е завеждащ противоепидемичното отделение на Военномедицинския отдел на Министерството на народната отбрана. Впоследствие е началник на катедра 224 на ВМИ-Пловдив. От 1948 до 1952 г. е директор на института по трудова хигиена и професионални болести. Между февруари и август 1950 г. е началник на Общовойсковата болница в София. От 1950 до 1952 г. е началник на Медицинската служба на българската народна армия. Военно звание генерал-майор от 7 юли 1950. През същата година се създава Научен военномедицински съвет, който той оглавява. Професор в Медицинския университет (Пловдив) (от 1952), като същевременно е началник на катедра 22 в същия университет. Завеждащ секция в Института по клинична и обществена медицина при БАН от 1955 до 1961 г. Освободен от военна служба през 1953 г. Почетен гражданин на Шумен и Русе. Умира на 1 август 1980 г. в София. или 1 юли 1980 г.
Автор на мемоарната книга „С неугасима вяра. Спомени“, С., Военно издателство, 1979.

## Образование
- Разградска гимназия – до 1912
- Втори московски държавен университет – до март 1926
- Вечерна школа за летци „Динамо“
- Военномедицинска академия „С.М.Киров“
- Военнохимическа академия, Вечерен факултет

## Награди
- Герой на социалистическия труд[10]
- „Народен лекар“ (1968)
- Герой на Народна република България (1978)
- 3 ордена „Георги Димитров“ (1963, 1973, 1979)
- „Народна република България“ – I ст. (1969)
- съветски орден „Червена звезда“ и други.